# Ferenc Hatlaczki
Ferenc Hatlaczky, född den 17 januari 1934 i Vecsés, död 8 september 1986, var en ungersk kanotist.
Han tog bland annat VM-guld i K-1 10000 meter i samband med sprintvärldsmästerskapen i kanotsport 1954 i Mâcon.